# Mattlidens gymnasium
Mattlidens gymnasium är ett svenskspråkigt gymnasium i staden Esbo i Finland som även erbjuder en internationell International Baccalaureate-examen (IB). Skolan grundades 1957 som Drumsö svenska samskola och har sedan 1977 fungerat med namnet Mattlidens gymnasium på sin nuvarande plats i Mattby. I samma skolcenter, som är fullständigt svenskspråkigt, finns ett daghem, en förskola och en grundskola. 
Gymnasiet är det största svenskspråkiga gymnasiet i Finland, och det enda i Esbo. Gymnasiet har ca 700 studerande, av vilka 150 är IB-studerande.
Gymnasiet har utbyte med skolor i olika länder som Norge, Polen, Tyskland, Frankrike och Italien.

## Historia
Skolan grundades 1957 under namnet Drumsö svenska samskola och verkade på Drumsö. År 1975 sammanslogs skolan med Esbo svenska mellanskola som fanns i Finno, och ett nytt hus byggdes i Mattby intill Mattbergsskolans lågstadium. 
Sedan 1977 har skolan varit fristående med namnet Mattlidens Gymnasium. 1999 utvidgades huset med flera specialundervisningsutrymmen. Sedan 1990 har gymnasiet erbjudit en internationell International Baccalaureate-examen (IB).
Läsåret 2019-2020 erbjöd gymnasiet 50 platser på den engelskspråkiga IB-linjen och 150 platser på den svenskspråkiga gymnasielinjen. Läsåret 2020-2021 tog gymnasiet emot 150 nya elever.